# Матајс де Лихт
Матајс де Лихт (хол. Matthijs de Ligt; Лајдердорп, 12. август 1999) холандски је фудбалер који игра на позицији штопера. Тренутно наступа за Манчестер јунајтед и репрезентацију Холандије.

## Статистика

### Клуб
Ажурирано после утакмице одигране 15. децембра 2019.
| Клуб       | Сезона    | Лига           | Лига    | Лига   | Куп     | Куп    | Европска такмичења1 | Европска такмичења1 | Остало  | Остало | Укупно  | Укупно |
| Клуб       | Сезона    | Дивизија       | Наступи | Голови | Наступи | Голови | Наступи             | Голови              | Наступи | Голови | Наступи | Голови |
| ---------- | --------- | -------------- | ------- | ------ | ------- | ------ | ------------------- | ------------------- | ------- | ------ | ------- | ------ |
| Ионг Ајакс | 2016/17.  | Еерсте Дивисие | 17      | 1      | -       | -      | -                   | -                   | -       | -      | 17      | 1      |
| Ионг Ајакс | Укупно    | Укупно         | 17      | 1      | 0       | 0      | 0                   | 0                   | 0       | 0      | 17      | 1      |
| Ајакс      | 2016/17.  | Ередивизија    | 11      | 2      | 3       | 1      | 9                   | 0                   | -       | -      | 23      | 3      |
| Ајакс      | 2017/18.  | Ередивизија    | 33      | 3      | 2       | 0      | 4                   | 0                   | -       | -      | 39      | 3      |
| Ајакс      | 2018/19.  | Ередивизија    | 33      | 3      | 5       | 1      | 17                  | 3                   | -       | -      | 55      | 7      |
| Ајакс      | Укупно    | Укупно         | 77      | 8      | 10      | 2      | 30                  | 2                   | 0       | 0      | 117     | 13     |
| Јувентус   | 2019/20.  | Серија А       | 13      | 1      | 0       | 0      | 4                   | 0                   | 0       | 0      | 17      | 1      |
| Јувентус   | Укупно    | Укупно         | 13      | 1      | 0       | 0      | 4                   | 0                   | 0       | 0      | 17      | 1      |
| Свеукупно  | Свеукупно | Свеукупно      | 107     | 10     | 10      | 2      | 34                  | 2                   | 0       | 0      | 151     | 15     |

1 Укључује и утакмице Лиге шампиона и Лиге Европе.

### Репрезентација
Ажурирано после утакмице одигране 19. новембра 2019.
| Репрезентација | Година    | Наступи | Голови |
| -------------- | --------- | ------- | ------ |
| Холандија      | 2017.     | 3       | 0      |
| Холандија      | 2018.     | 10      | 0      |
| Холандија      | 2019.     | 10      | 2      |
| Свеукупно      | Свеукупно | 23      | 2      |

### Голови за репрезентацију
Ажурирано после утакмице одигране 19. новембра 2019.
| Бр. | Датум          | Стадион                                        | Наступ | Противник | Резултат након Де Лихтовог гола | Коначан резултат          | Такмичење                   | Реф.  |
| --- | -------------- | ---------------------------------------------- | ------ | --------- | ------------------------------- | ------------------------- | --------------------------- | ----- |
| 1   | 24. марта 2019 | Јохан Кројф Aрена, Амстердам, Холандија        | 15     | Немачка   | 1 : 2                           | 2 : 3                     | Квалификација за Еуро 2020. | [ 3 ] |
| 2   | 6. јуна 2019   | Стадион Д. Афонсо Хенрикес, Гимараис, Португал | 16     | Енглеска  | 1 : 1                           | 3 : 1 (након продужетака) | Финале Лиге нација 2019.    | [ 4 ] |

## Награде

### Клуб

#### Ајакс
- Ередивизија: 2018/19.
- Куп Холандије: 2018/19.
- Лига Европе: друго место 2016/17.[5]

#### Јувентус
- Серија А: 2019/20.
- Куп Италије: 2020/21; друго место 2019/20, 2021/22.
- Суперкуп Италије: 2020.

#### Бајерн Минхен
- Бундеслига: 2022/23.
- Суперкуп Немачке: 2022.

### Репрезентација
- Друго место у Лиги нација: 2018/19.[6]

### Индивидуалне
- Тим сезоне у Лиги Европе: 2016/17.[7]
- Тим сезоне у Лиги шампиона: 2018/19.[8]
- Ередивизија — тим године: 2017/18,[9] 2018/19.[10]
- Холандски фудбалски таленат године: 2017/18.[11]
- Холандски фудбалер године: 2018/19.[12]
- Голден бој: 2018.[13]
- Најбољи ФИФА фудбалер: 2019. (9. место)[14]
- Копа трофеј: 2019.[15]
- Најбољи тим године у избору Уефе: 2019.